# Le Tartre-Gaudran
Le Tartre-Gaudran là một xã của Pháp nằm ở tỉnh Yvelines trong vùng Île-de-France.
Đây là xã ít dân nhất Île-de-France, với chỉ 29 người (năm 1999).
Xã Tartre-Gaudran nằm ở đông trung bộ Yvelines, cự ly 40 km về phía nam của quận lỵ Mantes-la-Jolie, 26 km về phía tây của Rambouillet, và 49 km về phía tây nam của Versailles
Các xã giáp ranh: Grandchamp và La Hauteville về phía bắc, La Boissière-École về phía đông, và tỉnh Eure-et-Loir với Faverolles về phía nam và Les Pinthières về phía tây.

## Biến động dân số
| 1793 | 1800 | 1806 | 1821 | 1831 | 1836 | 1841 | 1846 | 1851 |
| ---- | ---- | ---- | ---- | ---- | ---- | ---- | ---- | ---- |
| 38   | 24   | 34   | 30   | 24   | 30   | 29   | 33   | 35   |

| 1856 | 1861 | 1866 | 1872 | 1876 | 1881 | 1886 | 1891 | 1896 |
| ---- | ---- | ---- | ---- | ---- | ---- | ---- | ---- | ---- |
| 34   | 30   | 29   | 26   | 22   | 18   | 21   | 17   | 17   |

| 1901 | 1906 | 1911 | 1921 | 1926 | 1931 | 1936 | 1946 | 1954 |
| ---- | ---- | ---- | ---- | ---- | ---- | ---- | ---- | ---- |
| 16   | 9    | 20   | 10   | 12   | 17   | 15   | 31   | 15   |

| 1962                                         | 1968 | 1975 | 1982 | 1990 | 1999 | - | - | - |
| -------------------------------------------- | ---- | ---- | ---- | ---- | ---- | - | - | - |
| 23                                           | 14   | 18   | 18   | 27   | 29   | - | - | - |
| Số liệu kể từ 1962 : dân số không tính trùng |      |      |      |      |      |   |   |   |